# A Mahasz Stream Top 40 listájának első helyezettjei
Ez az oldal a Mahasz által 2013 és 2023 között minden héten közzé tett Stream Top 40 listájának első helyezettjeit tartalmazza.

## Első helyezettek

### 2023
| Dátum        | Dal              | Előadó                   |
| ------------ | ---------------- | ------------------------ |
| December 30. | BAGIRA           | Beton.Hofi, Hundred Sins |
| Január 6.    | BAGIRA           | Beton.Hofi, Hundred Sins |
| Január 13.   | Flowers          | Miley Cyrus              |
| Január 20.   | Flowers          | Miley Cyrus              |
| Január 27.   | Flowers          | Miley Cyrus              |
| Február 3.   | 100 Hiba         | Manuel                   |
| Február 10.  | Flowers          | Miley Cyrus              |
| Február 17.  | Flowers          | Miley Cyrus              |
| Február 24.  | Introvertált dal | Azahriah                 |
| Március 3.   | Introvertált dal | Azahriah                 |
| Március 10.  | szosziazi        | Azahriah                 |
| Március 17.  | szosziazi        | Azahriah                 |
| Március 24.  | szosziazi        | Azahriah                 |
| Március 31.  | Introvertált dal | Azahriah                 |
| Április 7.   | Introvertált dal | Azahriah                 |
| Április 14.  | Introvertált dal | Azahriah                 |
| Április 21.  | Introvertált dal | Azahriah                 |
| Április 28.  | Introvertált dal | Azahriah                 |
| Május 5.     | 3korty           | Azahriah                 |
| Május 12.    | 3korty           | Azahriah                 |
| Május 19.    | 3korty           | Azahriah                 |
| Május 26.    | 3korty           | Azahriah                 |
| Június 2.    | Introvertált dal | Azahriah                 |
| Június 9.    | Introvertált dal | Azahriah                 |
| Június 16.   | 3korty           | Azahriah                 |
| Június 23.   | 3korty           | Azahriah                 |

### 2022
| † | A 2022-es összesített lista első helyezettje |

| Dátum          | Dal                                | Előadó                     |
| -------------- | ---------------------------------- | -------------------------- |
| December 31.   | Mióta elhagytál (Nem vagyok álmos) | BSW                        |
| Január 7.      | Mióta elhagytál (Nem vagyok álmos) | BSW                        |
| Január 14.     | Mióta elhagytál (Nem vagyok álmos) | BSW                        |
| Január 21.     | Enemy                              | Imagine Dragons & JID      |
| Január 28.     | Még egyszer                        | T. Danny                   |
| Február 4.     | Zombi                              | Manuel                     |
| Február 11.    | Zombi                              | Manuel                     |
| Február 18.    | Zombi                              | Manuel                     |
| Február 25.    | Zombi                              | Manuel                     |
| Március 4.     | Zombi                              | Manuel                     |
| Március 11.    | Zombi                              | Manuel                     |
| Március 18.    | Zombi                              | Manuel                     |
| Március 25.    | Zombi                              | Manuel                     |
| Április 1.     | As It Was                          | Harry Styles               |
| Április 8.     | Úristen                            | VALMAR feat. Szikora Robi  |
| Április 15.    | Úristen                            | VALMAR feat. Szikora Robi  |
| Április 22.    | Úristen                            | VALMAR feat. Szikora Robi  |
| Április 29.    | Úristen                            | VALMAR feat. Szikora Robi  |
| Május 6.       | Úristen                            | VALMAR feat. Szikora Robi  |
| Május 13.      | Úristen                            | VALMAR feat. Szikora Robi  |
| Május 20.      | Okari                              | Azahriah                   |
| Május 27.      | Okari                              | Azahriah                   |
| Június 3.      | BAZ+ (Túl vagyok rajtad)           | BSW x Tankcsapda           |
| Június 10.     | Pullup †                           | Azahriah x Desh            |
| Június 17.     | Pullup †                           | Azahriah x Desh            |
| Június 24.     | Pullup †                           | Azahriah x Desh            |
| Július 1.      | Pullup †                           | Azahriah x Desh            |
| Július 8.      | Pullup †                           | Azahriah x Desh            |
| Július 15.     | Pullup †                           | Azahriah x Desh            |
| Július 22.     | Pullup †                           | Azahriah x Desh            |
| Július 29.     | Pullup †                           | Azahriah x Desh            |
| Augusztus 5.   | Várnék                             | Dzsúdló feat. Azahriah     |
| Augusztus 12.  | Várnék                             | Dzsúdló feat. Azahriah     |
| Augusztus 19.  | four moods                         | Azahriah                   |
| Augusztus 26.  | four moods                         | Azahriah                   |
| Szeptember 2.  | four moods                         | Azahriah                   |
| Szeptember 9.  | four moods                         | Azahriah                   |
| Szeptember 16. | four moods                         | Azahriah                   |
| Szeptember 23. | Unholy                             | Sam Smith feat. Kim Petras |
| Szeptember 30. | BAGIRA                             | Beton.Hofi, Hundred Sins   |
| Október 7.     | BAGIRA                             | Beton.Hofi, Hundred Sins   |
| Október 14.    | BAGIRA                             | Beton.Hofi, Hundred Sins   |
| Október 21.    | BAGIRA                             | Beton.Hofi, Hundred Sins   |
| Október 28.    | Topshit                            | KKevin feat. Bruno x Spacc |
| November 4.    | BAGIRA                             | Beton.Hofi, Hundred Sins   |
| November 11.   | BAGIRA                             | Beton.Hofi, Hundred Sins   |
| November 18.   | BAGIRA                             | Beton.Hofi, Hundred Sins   |
| November 25.   | BAGIRA                             | Beton.Hofi, Hundred Sins   |
| December 2.    | BAGIRA                             | Beton.Hofi, Hundred Sins   |
| December 9.    | BAGIRA                             | Beton.Hofi, Hundred Sins   |
| December 16.   | BAGIRA                             | Beton.Hofi, Hundred Sins   |
| December 23.   | All I Want for Christmas Is You    | Mariah Carey               |

### 2021
| † | A 2021-es összesített lista első helyezettje |

| Dátum          | Dal                             | Előadó                        |
| -------------- | ------------------------------- | ----------------------------- |
| Január 1.      | Mood                            | 24kGoldn feat. Iann Dior      |
| Január 8.      | The Business                    | Tiësto                        |
| Január 15.     | drivers license                 | Olivia Rodrigo                |
| Január 22.     | drivers license                 | Olivia Rodrigo                |
| Január 29.     | The Business                    | Tiësto                        |
| Február 5.     | The Business                    | Tiësto                        |
| Február 12.    | The Business                    | Tiësto                        |
| Február 19.    | The Business                    | Tiësto                        |
| Február 26.    | The Business                    | Tiësto                        |
| Március 5.     | The Business                    | Tiësto                        |
| Március 12.    | Astronaut in the Ocean          | Masked Wolf                   |
| Március 19.    | Astronaut in the Ocean          | Masked Wolf                   |
| Március 26.    | Astronaut in the Ocean          | Masked Wolf                   |
| Április 2.     | MONTERO (Call Me By Your Name)  | Lil Nas X                     |
| Április 9.     | MONTERO (Call Me By Your Name)  | Lil Nas X                     |
| Április 16.    | MONTERO (Call Me By Your Name)  | Lil Nas X                     |
| Április 23.    | MONTERO (Call Me By Your Name)  | Lil Nas X                     |
| Április 30.    | MONTERO (Call Me By Your Name)  | Lil Nas X                     |
| Május 7.       | MONTERO (Call Me By Your Name)  | Lil Nas X                     |
| Május 14.      | MONTERO (Call Me By Your Name)  | Lil Nas X                     |
| Május 21.      | good 4 u                        | Olivia Rodrigo                |
| Május 28.      | good 4 u                        | Olivia Rodrigo                |
| Június 4.      | good 4 u                        | Olivia Rodrigo                |
| Június 11.     | Mind1 †                         | Azahriah x Desh               |
| Június 18.     | Mind1 †                         | Azahriah x Desh               |
| Június 25.     | Mind1 †                         | Azahriah x Desh               |
| Július 2.      | Mind1 †                         | Azahriah x Desh               |
| Július 9.      | Mind1 †                         | Azahriah x Desh               |
| Július 16.     | Mind1 †                         | Azahriah x Desh               |
| Július 23.     | Mind1 †                         | Azahriah x Desh               |
| Július 30.     | Bad Habits                      | Ed Sheeran                    |
| Augusztus 6.   | Bad Habits                      | Ed Sheeran                    |
| Augusztus 13.  | Bad Habits                      | Ed Sheeran                    |
| Augusztus 20.  | Bad Habits                      | Ed Sheeran                    |
| Augusztus 27.  | Stay                            | The Kid Laroi & Justin Bieber |
| Szeptember 3.  | Stay                            | The Kid Laroi & Justin Bieber |
| Szeptember 10. | Stay                            | The Kid Laroi & Justin Bieber |
| Szeptember 17. | Stay                            | The Kid Laroi & Justin Bieber |
| Szeptember 24. | Stay                            | The Kid Laroi & Justin Bieber |
| Október 1.     | Mind1 †                         | Azahriah x Desh               |
| Október 8.     | Mind1 †                         | Azahriah x Desh               |
| Október 15.    | Mind1 †                         | Azahriah x Desh               |
| Október 22.    | Mind1 †                         | Azahriah x Desh               |
| Október 29.    | Ajándék                         | Paulina                       |
| November 5.    | Mind1 †                         | Azahriah x Desh               |
| November 12.   | Nincsen gond                    | ALEE                          |
| November 19.   | Nincsen gond                    | ALEE                          |
| November 26.   | Rossz esték                     | ByeAlex és a Slepp x Manuel   |
| December 3.    | Kukásautó                       | Desh                          |
| December 10.   | Kukásautó                       | Desh                          |
| December 17.   | All I Want for Christmas Is You | Mariah Carey                  |
| December 24.   | All I Want for Christmas Is You | Mariah Carey                  |

### 2020
| † | A 2020-as összesített lista első helyezettje |

| Dátum          | Dal                             | Előadó                              |
| -------------- | ------------------------------- | ----------------------------------- |
| December 27.   | Dance Monkey                    | Tones and I                         |
| Január 3.      | Dance Monkey                    | Tones and I                         |
| Január 10.     | Dance Monkey                    | Tones and I                         |
| Január 17.     | Dance Monkey                    | Tones and I                         |
| Január 24.     | Godzilla                        | Eminem feat. Juice Wrld             |
| Január 31.     | Dance Monkey                    | Tones and I                         |
| Február 7.     | Dance Monkey                    | Tones and I                         |
| Február 14.    | No Time to Die                  | Billie Eilish                       |
| Február 21.    | Dance Monkey                    | Tones and I                         |
| Február 28.    | Dance Monkey                    | Tones and I                         |
| Március 6.     | Dance Monkey                    | Tones and I                         |
| Március 13.    | The Box                         | Roddy Ricch                         |
| Március 20.    | Blinding Lights †               | The Weeknd                          |
| Március 27.    | Roses                           | Saint Jhn                           |
| Április 3.     | Roses                           | Saint Jhn                           |
| Április 10.    | Roses                           | Saint Jhn                           |
| Április 17.    | Roses                           | Saint Jhn                           |
| Április 24.    | The Scotts                      | The Scotts, Travis Scott & Kid Cudi |
| Május 1.       | Roses                           | Saint Jhn                           |
| Május 8.       | Roses                           | Saint Jhn                           |
| Május 15.      | GOOBA                           | 6ix9ine                             |
| Május 22.      | Roses                           | Saint Jhn                           |
| Május 29.      | Roses                           | Saint Jhn                           |
| Június 5.      | Roses                           | Saint Jhn                           |
| Június 12.     | Roses                           | Saint Jhn                           |
| Június 19.     | Roses                           | Saint Jhn                           |
| Június 26.     | Blinding Lights †               | The Weeknd                          |
| Július 3.      | Breaking Me                     | Topic feat. A7S                     |
| Július 10.     | Breaking Me                     | Topic feat. A7S                     |
| Július 17.     | Breaking Me                     | Topic feat. A7S                     |
| Július 24.     | Breaking Me                     | Topic feat. A7S                     |
| Július 31.     | Breaking Me                     | Topic feat. A7S                     |
| Augusztus 7.   | Breaking Me                     | Topic feat. A7S                     |
| Augusztus 14.  | Breaking Me                     | Topic feat. A7S                     |
| Augusztus 21.  | Breaking Me                     | Topic feat. A7S                     |
| Augusztus 28.  | Breaking Me                     | Topic feat. A7S                     |
| Szeptember 4.  | Mood                            | 24kGoldn feat. Iann Dior            |
| Szeptember 11. | Mood                            | 24kGoldn feat. Iann Dior            |
| Szeptember 18. | Mood                            | 24kGoldn feat. Iann Dior            |
| Szeptember 25. | Mood                            | 24kGoldn feat. Iann Dior            |
| Október 2.     | Mood                            | 24kGoldn feat. Iann Dior            |
| Október 9.     | Mood                            | 24kGoldn feat. Iann Dior            |
| Október 16.    | Mood                            | 24kGoldn feat. Iann Dior            |
| Október 23.    | Mood                            | 24kGoldn feat. Iann Dior            |
| Október 30.    | Mood                            | 24kGoldn feat. Iann Dior            |
| November 6.    | Talán                           | Manuel feat. T. Danny               |
| November 13.   | Therefore I Am                  | Billie Eilish                       |
| November 20.   | Therefore I Am                  | Billie Eilish                       |
| November 27.   | Mood                            | 24kGoldn feat. Iann Dior            |
| December 4.    | All I Want for Christmas Is You | Mariah Carey                        |
| December 11.   | All I Want for Christmas Is You | Mariah Carey                        |
| December 18.   | All I Want for Christmas Is You | Mariah Carey                        |
| December 25.   | Mood                            | 24kGoldn feat. Iann Dior            |

### 2019
| † | A 2019-es összesített lista első helyezettje |

| Dátum          | Dal                             | Előadó                          |
| -------------- | ------------------------------- | ------------------------------- |
| December 28.   | In My Mind                      | Dynoro & Gigi D'Agostino        |
| Január 4.      | Wow.                            | Post Malone                     |
| Január 11.     | Sweet but Psycho                | Ava Max                         |
| Január 18.     | 7 Rings                         | Ariana Grande                   |
| Január 25.     | 7 Rings                         | Ariana Grande                   |
| Február 1.     | 7 Rings                         | Ariana Grande                   |
| Február 8.     | 7 Rings                         | Ariana Grande                   |
| Február 15.    | 7 Rings                         | Ariana Grande                   |
| Február 22.    | Shallow                         | Lady Gaga & Bradley Cooper      |
| Március 1.     | Shallow                         | Lady Gaga & Bradley Cooper      |
| Március 8.     | Sucker                          | Jonas Brothers                  |
| Március 15.    | Sweet but Psycho                | Ava Max                         |
| Március 22.    | Sweet but Psycho                | Ava Max                         |
| Március 29.    | bad guy †                       | Billie Eilish                   |
| Április 5.     | bad guy †                       | Billie Eilish                   |
| Április 12.    | Old Town Road                   | Lil Nas X feat. Billy Ray Cyrus |
| Április 19.    | Old Town Road                   | Lil Nas X feat. Billy Ray Cyrus |
| Április 26.    | Old Town Road                   | Lil Nas X feat. Billy Ray Cyrus |
| Május 3.       | Old Town Road                   | Lil Nas X feat. Billy Ray Cyrus |
| Május 10.      | Old Town Road                   | Lil Nas X feat. Billy Ray Cyrus |
| Május 17.      | Old Town Road                   | Lil Nas X feat. Billy Ray Cyrus |
| Május 24.      | Old Town Road                   | Lil Nas X feat. Billy Ray Cyrus |
| Május 31.      | Old Town Road                   | Lil Nas X feat. Billy Ray Cyrus |
| Június 7.      | Old Town Road                   | Lil Nas X feat. Billy Ray Cyrus |
| Június 14.     | Old Town Road                   | Lil Nas X feat. Billy Ray Cyrus |
| Június 21.     | Señorita                        | Shawn Mendes & Camila Cabello   |
| Június 28.     | Señorita                        | Shawn Mendes & Camila Cabello   |
| Július 5.      | Señorita                        | Shawn Mendes & Camila Cabello   |
| Július 12.     | Señorita                        | Shawn Mendes & Camila Cabello   |
| Július 19.     | Señorita                        | Shawn Mendes & Camila Cabello   |
| Július 26.     | Señorita                        | Shawn Mendes & Camila Cabello   |
| Augusztus 2.   | Señorita                        | Shawn Mendes & Camila Cabello   |
| Augusztus 9.   | Señorita                        | Shawn Mendes & Camila Cabello   |
| Augusztus 16.  | Señorita                        | Shawn Mendes & Camila Cabello   |
| Augusztus 23.  | Señorita                        | Shawn Mendes & Camila Cabello   |
| Augusztus 30.  | Señorita                        | Shawn Mendes & Camila Cabello   |
| Szeptember 6.  | Señorita                        | Shawn Mendes & Camila Cabello   |
| Szeptember 13. | Señorita                        | Shawn Mendes & Camila Cabello   |
| Szeptember 20. | Dance Monkey                    | Tones and I                     |
| Szeptember 27. | Dance Monkey                    | Tones and I                     |
| Október 4.     | Dance Monkey                    | Tones and I                     |
| Október 11.    | Dance Monkey                    | Tones and I                     |
| Október 18.    | Dance Monkey                    | Tones and I                     |
| Október 25.    | Dance Monkey                    | Tones and I                     |
| November 1.    | Dance Monkey                    | Tones and I                     |
| November 8.    | Dance Monkey                    | Tones and I                     |
| November 15.   | Dance Monkey                    | Tones and I                     |
| November 22.   | Dance Monkey                    | Tones and I                     |
| November 29.   | Dance Monkey                    | Tones and I                     |
| December 6.    | Dance Monkey                    | Tones and I                     |
| December 13.   | Dance Monkey                    | Tones and I                     |
| December 20.   | All I Want for Christmas Is You | Mariah Carey                    |

### 2018
| Dátum          | Dal                             | Előadó                          |
| -------------- | ------------------------------- | ------------------------------- |
| December 29.   | Havana                          | Camila Cabello feat. Young Thug |
| Január 5.      | Havana                          | Camila Cabello feat. Young Thug |
| Január 12.     | Havana                          | Camila Cabello feat. Young Thug |
| Január 19.     | Havana                          | Camila Cabello feat. Young Thug |
| Január 26.     | Havana                          | Camila Cabello feat. Young Thug |
| Február 2.     | Havana                          | Camila Cabello feat. Young Thug |
| Február 9.     | Havana                          | Camila Cabello feat. Young Thug |
| Február 16.    | Friends                         | Marshmello & Anne-Marie         |
| Február 23.    | Friends                         | Marshmello & Anne-Marie         |
| Március 2.     | Friends                         | Marshmello & Anne-Marie         |
| Március 9.     | Friends                         | Marshmello & Anne-Marie         |
| Március 16.    | Friends                         | Marshmello & Anne-Marie         |
| Március 23.    | Friends                         | Marshmello & Anne-Marie         |
| Március 30.    | Friends                         | Marshmello & Anne-Marie         |
| Április 6.     | Friends                         | Marshmello & Anne-Marie         |
| Április 13.    | Friends                         | Marshmello & Anne-Marie         |
| Április 20.    | No Tears Left to Cry            | Ariana Grande                   |
| Április 27.    | Friends                         | Marshmello & Anne-Marie         |
| Május 4.       | Friends                         | Marshmello & Anne-Marie         |
| Május 11.      | One Kiss                        | Calvin Harris & Dua Lipa        |
| Május 18.      | One Kiss                        | Calvin Harris & Dua Lipa        |
| Május 25.      | One Kiss                        | Calvin Harris & Dua Lipa        |
| Június 1.      | One Kiss                        | Calvin Harris & Dua Lipa        |
| Június 8.      | One Kiss                        | Calvin Harris & Dua Lipa        |
| Június 15.     | Solo                            | Clean Bandit feat. Demi Lovato  |
| Június 22.     | Solo                            | Clean Bandit feat. Demi Lovato  |
| Június 29.     | Solo                            | Clean Bandit feat. Demi Lovato  |
| Július 6.      | Solo                            | Clean Bandit feat. Demi Lovato  |
| Július 13.     | Solo                            | Clean Bandit feat. Demi Lovato  |
| Július 20.     | Solo                            | Clean Bandit feat. Demi Lovato  |
| Július 27.     | Solo                            | Clean Bandit feat. Demi Lovato  |
| Augusztus 3.   | Solo                            | Clean Bandit feat. Demi Lovato  |
| Augusztus 10.  | Füttyös                         | Majka X Curtis X Király Viktor  |
| Augusztus 17.  | In My Mind                      | Dynoro & Gigi D'Agostino        |
| Augusztus 24.  | In My Mind                      | Dynoro & Gigi D'Agostino        |
| Augusztus 31.  | In My Mind                      | Dynoro & Gigi D'Agostino        |
| Szeptember 7.  | In My Mind                      | Dynoro & Gigi D'Agostino        |
| Szeptember 14. | In My Mind                      | Dynoro & Gigi D'Agostino        |
| Szeptember 21. | In My Mind                      | Dynoro & Gigi D'Agostino        |
| Szeptember 28. | In My Mind                      | Dynoro & Gigi D'Agostino        |
| Október 5.     | In My Mind                      | Dynoro & Gigi D'Agostino        |
| Október 12.    | In My Mind                      | Dynoro & Gigi D'Agostino        |
| Október 19.    | In My Mind                      | Dynoro & Gigi D'Agostino        |
| Október 26.    | In My Mind                      | Dynoro & Gigi D'Agostino        |
| November 2.    | In My Mind                      | Dynoro & Gigi D'Agostino        |
| November 9.    | thank u, next                   | Ariana Grande                   |
| November 16.   | In My Mind                      | Dynoro & Gigi D'Agostino        |
| November 23.   | In My Mind                      | Dynoro & Gigi D'Agostino        |
| November 30.   | thank u, next                   | Ariana Grande                   |
| December 7.    | In My Mind                      | Dynoro & Gigi D'Agostino        |
| December 14.   | All I Want for Christmas Is You | Mariah Carey                    |
| December 21.   | All I Want for Christmas Is You | Mariah Carey                    |

A 2018-as összesített lista első helyezettje a Follow the Flow-tól a Nem tudja senki volt, aminek a 3. volt a legjobb helyezése.

### 2017
| † | A 2017-es összesített lista első helyezettje |

| Dátum          | Dal                             | Előadó                                    |
| -------------- | ------------------------------- | ----------------------------------------- |
| December 30.   | Rockabye                        | Clean Bandit feat. Sean Paul & Anne-Marie |
| Január 6.      | Shape of You †                  | Ed Sheeran                                |
| Január 13.     | Shape of You †                  | Ed Sheeran                                |
| Január 20.     | Shape of You †                  | Ed Sheeran                                |
| Január 27.     | Shape of You †                  | Ed Sheeran                                |
| Február 3.     | Shape of You †                  | Ed Sheeran                                |
| Február 10.    | Shape of You †                  | Ed Sheeran                                |
| Február 17.    | Shape of You †                  | Ed Sheeran                                |
| Február 24.    | Shape of You †                  | Ed Sheeran                                |
| Március 3.     | Shape of You †                  | Ed Sheeran                                |
| Március 10.    | Shape of You †                  | Ed Sheeran                                |
| Március 17.    | Shape of You †                  | Ed Sheeran                                |
| Március 24.    | Shape of You †                  | Ed Sheeran                                |
| Március 31.    | Shape of You †                  | Ed Sheeran                                |
| Április 7.     | Shape of You †                  | Ed Sheeran                                |
| Április 14.    | Shape of You †                  | Ed Sheeran                                |
| Április 21.    | Despacito                       | Luis Fonsi feat. Daddy Yankee             |
| Április 28.    | Despacito                       | Luis Fonsi feat. Daddy Yankee             |
| Május 5.       | Despacito                       | Luis Fonsi feat. Daddy Yankee             |
| Május 12.      | Despacito                       | Luis Fonsi feat. Daddy Yankee             |
| Május 19.      | Despacito                       | Luis Fonsi feat. Daddy Yankee             |
| Május 26.      | Despacito                       | Luis Fonsi feat. Daddy Yankee             |
| Június 2.      | Despacito                       | Luis Fonsi feat. Daddy Yankee             |
| Június 9.      | Despacito                       | Luis Fonsi feat. Daddy Yankee             |
| Június 16.     | Despacito                       | Luis Fonsi feat. Daddy Yankee             |
| Június 23.     | Despacito                       | Luis Fonsi feat. Daddy Yankee             |
| Június 30.     | Despacito                       | Luis Fonsi feat. Daddy Yankee             |
| Július 7.      | Despacito                       | Luis Fonsi feat. Daddy Yankee             |
| Július 14.     | Despacito                       | Luis Fonsi feat. Daddy Yankee             |
| Július 21.     | Despacito                       | Luis Fonsi feat. Daddy Yankee             |
| Július 28.     | Despacito                       | Luis Fonsi feat. Daddy Yankee             |
| Augusztus 4.   | Despacito                       | Luis Fonsi feat. Daddy Yankee             |
| Augusztus 11.  | Despacito                       | Luis Fonsi feat. Daddy Yankee             |
| Augusztus 18.  | Despacito                       | Luis Fonsi feat. Daddy Yankee             |
| Augusztus 25.  | Look What You Made Me Do        | Taylor Swift                              |
| Szeptember 1.  | Look What You Made Me Do        | Taylor Swift                              |
| Szeptember 8.  | More Than You Know              | Axwell Λ Ingrosso                         |
| Szeptember 15. | More Than You Know              | Axwell Λ Ingrosso                         |
| Szeptember 22. | Rockstar                        | Post Malone feat. 21 Savage               |
| Szeptember 29. | Mi Gente                        | J Balvin & Willy William                  |
| Október 6.     | Rockstar                        | Post Malone feat. 21 Savage               |
| Október 13.    | Rockstar                        | Post Malone feat. 21 Savage               |
| Október 20.    | Rockstar                        | Post Malone feat. 21 Savage               |
| Október 27.    | Wolves                          | Selena Gomez & Marshmello                 |
| November 3.    | Havana                          | Camila Cabello feat. Young Thug           |
| November 10.   | Havana                          | Camila Cabello feat. Young Thug           |
| November 17.   | Havana                          | Camila Cabello feat. Young Thug           |
| November 24.   | Havana                          | Camila Cabello feat. Young Thug           |
| December 1.    | Perfect                         | Ed Sheeran                                |
| December 8.    | Him & I                         | G-Eazy & Halsey                           |
| December 15.   | Perfect                         | Ed Sheeran                                |
| December 22.   | All I Want for Christmas Is You | Mariah Carey                              |

### 2016
| † | A 2016-os összesített lista első helyezettje |

| Dátum          | Dal                             | Előadó                                    |
| -------------- | ------------------------------- | ----------------------------------------- |
| Január 4.      | Sorry                           | Justin Bieber                             |
| Január 11.     | Sorry                           | Justin Bieber                             |
| Január 18.     | Sorry                           | Justin Bieber                             |
| Január 25.     | Me, Myself & I                  | G-Eazy feat. Bebe Rexha                   |
| Február 1.     | Pillowtalk                      | Zayn                                      |
| Február 8.     | Me, Myself & I                  | G-Eazy feat. Bebe Rexha                   |
| Február 15.    | Faded                           | Alan Walker                               |
| Február 22.    | Fast Car                        | Jonas Blue feat. Dakota                   |
| Február 29.    | Fast Car                        | Jonas Blue feat. Dakota                   |
| Március 7.     | Fast Car                        | Jonas Blue feat. Dakota                   |
| Március 14.    | Faded                           | Alan Walker                               |
| Március 21.    | Faded                           | Alan Walker                               |
| Március 28.    | Faded                           | Alan Walker                               |
| Április 4.     | Faded                           | Alan Walker                               |
| Április 11.    | Faded                           | Alan Walker                               |
| Április 18.    | Cheap Thrills †                 | Sia feat. Sean Paul                       |
| Április 25.    | Cheap Thrills †                 | Sia feat. Sean Paul                       |
| Május 2.       | Cheap Thrills †                 | Sia feat. Sean Paul                       |
| Május 9.       | Cheap Thrills †                 | Sia feat. Sean Paul                       |
| Május 16.      | Cheap Thrills †                 | Sia feat. Sean Paul                       |
| Május 23.      | Cheap Thrills †                 | Sia feat. Sean Paul                       |
| Május 30.      | Cheap Thrills †                 | Sia feat. Sean Paul                       |
| Június 6.      | Cheap Thrills †                 | Sia feat. Sean Paul                       |
| Június 13.     | Cheap Thrills †                 | Sia feat. Sean Paul                       |
| Június 20.     | Cheap Thrills †                 | Sia feat. Sean Paul                       |
| Június 27.     | Cheap Thrills †                 | Sia feat. Sean Paul                       |
| Július 4.      | Cheap Thrills †                 | Sia feat. Sean Paul                       |
| Július 11.     | Cheap Thrills †                 | Sia feat. Sean Paul                       |
| Július 18.     | Cheap Thrills †                 | Sia feat. Sean Paul                       |
| Július 25.     | Cold Water                      | Major Lazer feat. Justin Bieber & MØ      |
| Augusztus 1.   | Cold Water                      | Major Lazer feat. Justin Bieber & MØ      |
| Augusztus 8.   | Cold Water                      | Major Lazer feat. Justin Bieber & MØ      |
| Augusztus 15.  | Cold Water                      | Major Lazer feat. Justin Bieber & MØ      |
| Augusztus 22.  | Cold Water                      | Major Lazer feat. Justin Bieber & MØ      |
| Augusztus 29.  | Cold Water                      | Major Lazer feat. Justin Bieber & MØ      |
| Szeptember 5.  | Cold Water                      | Major Lazer feat. Justin Bieber & MØ      |
| Szeptember 12. | The Greatest                    | Sia feat. Kendrick Lamar                  |
| Szeptember 19. | The Greatest                    | Sia feat. Kendrick Lamar                  |
| Szeptember 26. | Let Me Love You                 | DJ Snake feat. Justin Bieber              |
| Október 3.     | Let Me Love You                 | DJ Snake feat. Justin Bieber              |
| Október 10.    | Let Me Love You                 | DJ Snake feat. Justin Bieber              |
| Október 17.    | The Greatest                    | Sia feat. Kendrick Lamar                  |
| Október 24.    | The Greatest                    | Sia feat. Kendrick Lamar                  |
| Október 31.    | The Greatest                    | Sia feat. Kendrick Lamar                  |
| November 7.    | The Greatest                    | Sia feat. Kendrick Lamar                  |
| November 14.   | The Greatest                    | Sia feat. Kendrick Lamar                  |
| November 21.   | Starboy                         | The Weeknd feat. Daft Punk                |
| November 28.   | Rockabye                        | Clean Bandit feat. Sean Paul & Anne-Marie |
| December 5.    | Rockabye                        | Clean Bandit feat. Sean Paul & Anne-Marie |
| December 12.   | Rockabye                        | Clean Bandit feat. Sean Paul & Anne-Marie |
| December 18.   | All I Want for Christmas Is You | Mariah Carey                              |
| December 26.   | Rockabye                        | Clean Bandit feat. Sean Paul & Anne-Marie |

### 2015
| † | A 2015-ös összesített lista első helyezettje |

| Dátum          | Dal                             | Előadó                             |
| -------------- | ------------------------------- | ---------------------------------- |
| December 29.   | Take Me to Church               | Hozier                             |
| Január 5.      | Take Me to Church               | Hozier                             |
| Január 12.     | Take Me to Church               | Hozier                             |
| Január 19.     | Take Me to Church               | Hozier                             |
| Január 26.     | Take Me to Church               | Hozier                             |
| Február 2.     | Outside                         | Calvin Harris feat. Ellie Goulding |
| Február 9.     | Love Me Like You Do             | Ellie Goulding                     |
| Február 16.    | Love Me Like You Do             | Ellie Goulding                     |
| Február 23.    | Love Me Like You Do             | Ellie Goulding                     |
| Március 2.     | Love Me Like You Do             | Ellie Goulding                     |
| Március 9.     | Love Me Like You Do             | Ellie Goulding                     |
| Március 16.    | Love Me Like You Do             | Ellie Goulding                     |
| Március 23.    | Love Me Like You Do             | Ellie Goulding                     |
| Március 30.    | Sugar                           | Maroon 5                           |
| Április 6.     | See You Again                   | Wiz Khalifa feat. Charlie Puth     |
| Április 13.    | See You Again                   | Wiz Khalifa feat. Charlie Puth     |
| Április 20.    | See You Again                   | Wiz Khalifa feat. Charlie Puth     |
| Április 27.    | See You Again                   | Wiz Khalifa feat. Charlie Puth     |
| Május 4.       | Lean On †                       | Major Lazer & DJ Snake feat. MØ    |
| Május 11.      | Lean On †                       | Major Lazer & DJ Snake feat. MØ    |
| Május 18.      | Lean On †                       | Major Lazer & DJ Snake feat. MØ    |
| Május 25.      | Lean On †                       | Major Lazer & DJ Snake feat. MØ    |
| Június 1.      | Lean On †                       | Major Lazer & DJ Snake feat. MØ    |
| Június 8.      | Lean On †                       | Major Lazer & DJ Snake feat. MØ    |
| Június 15.     | Lean On †                       | Major Lazer & DJ Snake feat. MØ    |
| Június 22.     | Lean On †                       | Major Lazer & DJ Snake feat. MØ    |
| Június 29.     | Lean On †                       | Major Lazer & DJ Snake feat. MØ    |
| Július 6.      | Lean On †                       | Major Lazer & DJ Snake feat. MØ    |
| Július 13.     | Lean On †                       | Major Lazer & DJ Snake feat. MØ    |
| Július 20.     | Lean On †                       | Major Lazer & DJ Snake feat. MØ    |
| Július 27.     | Lean On †                       | Major Lazer & DJ Snake feat. MØ    |
| Augusztus 3.   | Lean On †                       | Major Lazer & DJ Snake feat. MØ    |
| Augusztus 10.  | Lean On †                       | Major Lazer & DJ Snake feat. MØ    |
| Augusztus 17.  | Lean On †                       | Major Lazer & DJ Snake feat. MØ    |
| Augusztus 24.  | Lean On †                       | Major Lazer & DJ Snake feat. MØ    |
| Augusztus 31.  | What Do You Mean?               | Justin Bieber                      |
| Szeptember 7.  | Lean On                         | Major Lazer & DJ Snake feat. MØ    |
| Szeptember 14. | Lean On                         | Major Lazer & DJ Snake feat. MØ    |
| Szeptember 21. | Lean On                         | Major Lazer & DJ Snake feat. MØ    |
| Szeptember 28. | Sugar                           | Robin Schulz feat. Francesco Yates |
| Október 5.     | Sugar                           | Robin Schulz feat. Francesco Yates |
| Október 12.    | Sugar                           | Robin Schulz feat. Francesco Yates |
| Október 19.    | Sugar                           | Robin Schulz feat. Francesco Yates |
| Október 26.    | Hello                           | Adele                              |
| November 2.    | Hello                           | Adele                              |
| November 9.    | Hello                           | Adele                              |
| November 16.   | Hello                           | Adele                              |
| November 23.   | Hello                           | Adele                              |
| November 30.   | Hello                           | Adele                              |
| December 7.    | Hello                           | Adele                              |
| December 14.   | Hello                           | Adele                              |
| December 21.   | All I Want for Christmas Is You | Mariah Carey                       |
| December 28.   | Sugar                           | Robin Schulz feat. Francesco Yates |

### 2014
| † | A 2014-es összesített lista első helyezettje |

| Dátum          | Dal                             | Előadó                                        |
| -------------- | ------------------------------- | --------------------------------------------- |
| December 30.   | Timber                          | Pitbull feat. Ke$ha                           |
| Január 6.      | Timber                          | Pitbull feat. Ke$ha                           |
| Január 13.     | Can't Remember to Forget You    | Shakira feat. Rihanna                         |
| Január 20.     | Hey Brother                     | Avicii                                        |
| Január 27.     | Parfüm / Nouveau Parfum         | Csemer Boglárka Boggie                        |
| Február 3.     | Timber                          | Pitbull feat. Ke$ha                           |
| Február 10.    | Shot Me Down                    | David Guetta feat. Skylar Grey                |
| Február 17.    | Shot Me Down                    | David Guetta feat. Skylar Grey                |
| Február 24.    | Happy                           | Pharrell Williams                             |
| Március 3.     | Happy                           | Pharrell Williams                             |
| Március 10.    | Happy                           | Pharrell Williams                             |
| Március 17.    | Summer †                        | Calvin Harris                                 |
| Március 24.    | You've Got It                   | ByTheWay                                      |
| Március 31.    | Csak te létezel                 | Majka és Curtis                               |
| Április 7.     | Bad                             | David Guetta & Showtek feat. Vassy            |
| Április 14.    | Bad                             | David Guetta & Showtek feat. Vassy            |
| Április 21.    | Nem menekülök el                | Children of Distance                          |
| Április 28.    | Bad                             | David Guetta & Showtek feat. Vassy            |
| Május 5.       | Summer †                        | Calvin Harris                                 |
| Május 12.      | Running                         | Kállay Saunders                               |
| Május 19.      | Egyszer                         | Rúzsa Magdolna & Csík zenekar                 |
| Május 26.      | Single Switcheroo               | Middlemist Red                                |
| Június 2.      | Single Switcheroo               | Middlemist Red                                |
| Június 9.      | Summer †                        | Calvin Harris                                 |
| Június 16.     | We Are One (Ole Ola)            | Pitbull feat. Jennifer Lopez & Claudia Leitte |
| Június 23.     | Summer †                        | Calvin Harris                                 |
| Június 30.     | Bad                             | David Guetta & Showtek feat. Vassy            |
| Július 7.      | Lovers On The Sun               | David Guetta feat. Sam Martin                 |
| Július 14.     | Lovers On The Sun               | David Guetta feat. Sam Martin                 |
| Július 21.     | Lovers On The Sun               | David Guetta feat. Sam Martin                 |
| Július 28.     | Prayer in C                     | Lilly Wood & The Prick & Robin Schulz         |
| Augusztus 4.   | Prayer in C                     | Lilly Wood & The Prick & Robin Schulz         |
| Augusztus 11.  | Prayer in C                     | Lilly Wood & The Prick & Robin Schulz         |
| Augusztus 18.  | Konfliktus                      | Alvin és a mókusok                            |
| Augusztus 25.  | Prayer in C                     | Lilly Wood & The Prick & Robin Schulz         |
| Szeptember 1.  | Prayer in C                     | Lilly Wood & The Prick & Robin Schulz         |
| Szeptember 8.  | Prayer in C                     | Lilly Wood & The Prick & Robin Schulz         |
| Szeptember 15. | Prayer in C                     | Lilly Wood & The Prick & Robin Schulz         |
| Szeptember 22. | Prayer in C                     | Lilly Wood & The Prick & Robin Schulz         |
| Szeptember 29. | Prayer in C                     | Lilly Wood & The Prick & Robin Schulz         |
| Október 6.     | Blame                           | Calvin Harris feat. John Newman               |
| Október 13.    | Blame                           | Calvin Harris feat. John Newman               |
| Október 20.    | Blame                           | Calvin Harris feat. John Newman               |
| Október 27.    | Blame                           | Calvin Harris feat. John Newman               |
| November 3.    | Blame                           | Calvin Harris feat. John Newman               |
| November 10.   | Blame                           | Calvin Harris feat. John Newman               |
| November 17.   | Dangerous                       | David Guetta feat. Sam Martin                 |
| November 24.   | Dangerous                       | David Guetta feat. Sam Martin                 |
| December 1.    | Outside                         | Calvin Harris feat. Ellie Goulding            |
| December 8.    | Dangerous                       | David Guetta feat. Sam Martin                 |
| December 15.   | Dangerous                       | David Guetta feat. Sam Martin                 |
| December 22.   | All I Want for Christmas Is You | Mariah Carey                                  |

### 2013
| Dátum        | Dal                             | Előadó                  |
| ------------ | ------------------------------- | ----------------------- |
| Október 7.   | Wake Me Up                      | Avicii feat. Aloe Blacc |
| Október 14.  | Wrecking Ball                   | Miley Cyrus             |
| Október 21.  | Wrecking Ball                   | Miley Cyrus             |
| Október 28.  | Wrecking Ball                   | Miley Cyrus             |
| November 4.  | Impossible                      | James Arthur            |
| November 11. | Impossible                      | James Arthur            |
| November 18. | Lámpát ha gyújtok               | Quimby                  |
| November 25. | Lámpát ha gyújtok               | Quimby                  |
| December 2.  | Timber                          | Pitbull feat. Ke$ha     |
| December 9.  | Peacemaker                      | Mono Town               |
| December 16. | Timber                          | Pitbull feat. Ke$ha     |
| December 23. | All I Want for Christmas Is You | Mariah Carey            |

## Külső hivatkozások
- A Mahasz hivatalos honlapja
- Mahasz-slágerlista-archívum